# Авадзі (Хьоґо)

Ава́дзі (яп. 淡路市, あわじし, авадзі сі) — місто в Японії, у південній частині префектури Хьоґо, на півночі острова Авадзі.

## Географія
Авадзі омивається з трьох сторін водами Внутрішнього Японського моря. Північна частина міста виходить до протоки Акасі, східна — до Осацької затоки, а західна — до Харімського моря. Південні кордони Авадзі межують із містом Сумото.
З півночі на південний захід пролягають пагорби Цуна. Вони розділені ущелиною між районами Сідзукі та Одзакі.
З 1998 року Великий міст протоки Акасі сполучає Авадзі із островом Хонсю, а автомагістраль «Кобе-Авадзі-Наруто» із містом Кобе. Вона проходить пагорбами Цуна і має розвилку на півночі. Від неї йдуть східна і західна дороги вздовж берегової лінії міста. Між Авадзі та Акасі, а також між Авадзі і Кансайським міжнародним аеропортом діють швидкісні пороми.

## Історія
На території Авадзі знаходиться легендарна могила принца Савара, який був безпідставно засланий до острова Авадзі після вбивства невідомими Фудзівари но Танецуґу 785 року. Для упокоєння душі принца, що прагнула помсти за несправедливе покарання, було споруджено монастир Рьоандзі.
845 року між містечками Акасі в провінції Харіма та Івая провінції Авадзі, розташованого на території сучасного міста, розпочали ходити перші пороми.
Протягом періоду Едо територія Авадзі належала Токусіма-хану. Район Еїура був місцем зосередження торговців і поромників, а також виготовлення черепиці. Хіґасіура була центром рибальства, обробки бамбука і збору палива для сусідньої Осаки.
У січні 1995 року в районі містечка Авадзі стався потужний землетрус. Загинуло 53 особи, а 1126 дістали поранення. Понад 3 тисячі будинків були зруйновані.
1 квітня 2005 року такі населені пункти об'єдналися, давши початок місту Авадзі:
- містечка Цуна повіту Цуна (津名郡津名町)
- містечка Авадзі (淡路町)
- містечка Хокудан (北淡町)
- містечка Ітіномія (一宮町)
- містечка Хіґасіура (東浦町)

## Господарство
Основою економіки Авадзі є сільське господарство і туризм. Місто вважається однією з курортних зон Внутрішнього Японського моря. В Авадзі діють Державний парк квітів Акасі та традиційний театр ляльок бунраку.